# Pambukovica
Pambukovica (em cirílico: Памбуковица) é uma vila da Sérvia localizada no município de Ub, pertencente ao distrito de Kolubara, na região de Tamnava. A sua população era de 998 habitantes segundo o censo de 2011.

## Demografia
| 1948  | 1953  | 1961  | 1971  | 1981  | 1991  | 2002  | 2011 |
| ----- | ----- | ----- | ----- | ----- | ----- | ----- | ---- |
| 1 725 | 1 839 | 1 833 | 1 752 | 1 627 | 1 424 | 1 173 | 998  |